# Grenzübergang Klingenbach/Sopron

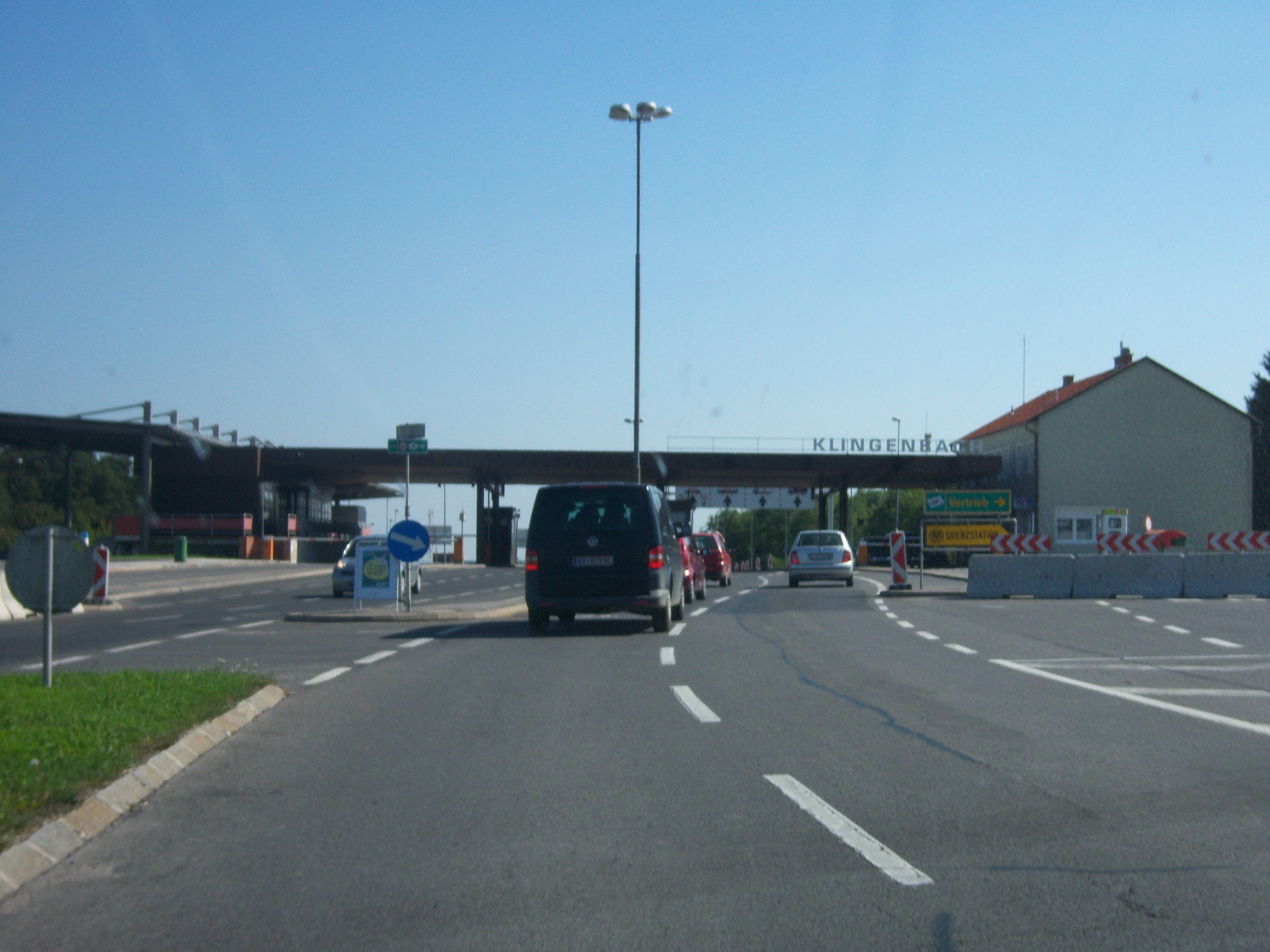
Österreichische Seite des Grenzübergangs (Richtung Ungarn; 2010)

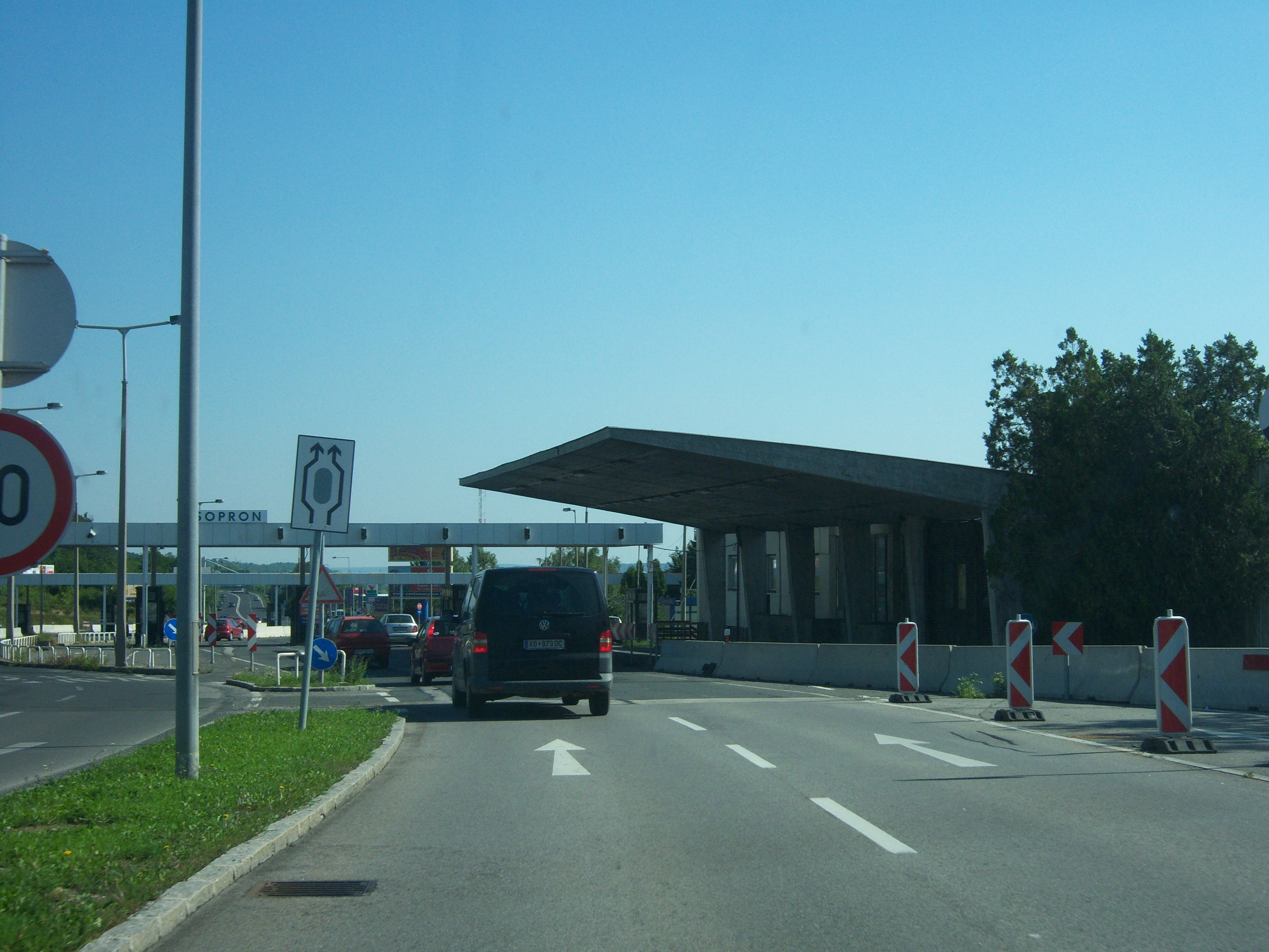
Ungarische Seite des Grenzübergangs (Richtung Ungarn; 2010)

Der Grenzübergang Klingenbach befindet sich unweit der gleichnamigen Gemeinde Klingenbach im Burgenland (Österreich) und ist ein Straßengrenzübergang an der Grenze zu Ungarn.
Auf der ungarischen Seite nennt sich dieser Grenzübergang Sopron nach der gleichnamigen ungarischen Stadt Sopron (deutsch Ödenburg) im Komitat Győr-Moson-Sopron.
Unweit dieses Grenzüberganges fand am 19. August 1989 das Paneuropäische Picknick statt. Dieser Grenzübergang war aufgrund der Nähe zum Balaton (deutsch Plattensee), ab der Grenzöffnung am 12. September 1989 durch die Regierung der Volksrepublik Ungarn, einer der Hauptübergangspunkte für flüchtende Bürger der DDR.
In der Nähe des Grenzüberganges befindet sich mit 277 Höhenmetern der höchste Punkt des Neusiedlersee Radmarathon.
Der Grenzübergang ist seit der Einführung der Vereinbarungen des Schengener Abkommens und der damit vollzogenen Verschiebung der EU-Außengrenze nicht mehr ständig besetzt und es erfolgen keine Grenz- und Zollabfertigungen mehr. Erreichbar ist er über die noch nicht vollständig bis zum Grenzübergang ausgebaute Südost Autobahn (A3) und verbindet die B16 bzw. geplante ungarische Autobahn 85 (derzeit Staatsstraße 85). Aufgrund der verkehrstechnischen Einschränkungen in Sopron ist dieser Übergang nur für Fahrzeuge bis max. 20 t zulässiges Gesamtgewicht passierbar. Fahrzeuge, die dieses Gewicht überschreiten, müssen den Grenzübergang Deutschkreutz nutzen und erreichen in Kópháza (deutsch Kohlenhof) wieder die Staatsstraße 84. Vom Nachtfahrverbot in Österreich ist die anbindende noch verbliebene Ödenburger Bundesstraße (B16) und der Grenzübergang befreit.
Im Jahr 2000 passierten täglich noch etwa 10.000 Fahrzeuge diesen Grenzübergang, was sich mittlerweile auf etwa täglich 15.000 erhöht hat. Daher sollte ursprüngliche die Autobahn auf ungarischer Seite bis Pereszteg fertiggestellt werden. Auch auf österreichischer Seite ist der weitere Ausbau des zwischen dem Ende der A3 und dem Grenzübergang befindlichen Straßenabschnitts geplant. Dieser Ausbau soll die Weiterführung der A3 vom Knoten Eisenstadt bis zum Grenzübergang Klingenbach umfassen, welche eine Anbindung an die geplante großräumige Umfahrung von Sopron ergänzen soll. Nach dessen Verkehrsfreigabe soll die bestehende 20-Tonnen-Gewichtsbeschränkung für Lkw auf ungarischer Seite außer Kraft gesetzt werden. Im April 2009 wurde zwischen der ASFINAG und der Landesregierung des Burgenlandes vereinbart, das Vorprojekt nicht zur Erlangung einer Verordnung zum Bundesstraßenplanungsgebiet einzureichen, sondern aufgrund des Widerstands der Anliegergemeinden weitere Gespräche zu führen.